# アスク・ミュージック
有限会社アスク・ミュージックは、東京都渋谷区にある音楽制作会社。1992年10月19日設立。代表取締役は新沢としひこ。

## 概要
1992年設立。新沢としひこ・山野さと子・森麻美・山田リイコ・金子しんぺい・千葉純平のマネジメント、コンサート制作、CD制作のほか、音楽出版ならびに絵本や楽譜集などの出版物も刊行・販売。

## 所属アーティスト
- 新沢としひこ
- 山野さと子
- 森麻美
- 山田リイコ
- 金子しんぺい
- 千葉純平